# In Control
In Control ist das zweite Studioalbum der ehemaligen internationalen Pop-Gruppe US5. Es wurde am 24. November 2006 erstmals veröffentlicht und verkaufte sich mehr als 10.000-mal. Somit ist es ihr zweiterfolgreichstes Album, da ihr Debütalbum Here We Go mehr als 320.000-mal verkauft werden konnte. Zudem wurde es neben dem deutschsprachigen Raum auch in Polen veröffentlicht und dort mit einer goldenen Schallplatte ausgezeichnet.

## Titellisten

### Standard-CD
| #   | Titel                               | Dauer |
| --- | ----------------------------------- | ----- |
| 1.  | In the Club (Single-Version)        | 3:15  |
| 2.  | Gone                                | 3:03  |
| 3.  | I Don’t Think So                    | 3:45  |
| 4.  | Bad Girl                            | 3:24  |
| 5.  | Let Me Know                         | 3:18  |
| 6.  | As Good As It Get’s                 | 3:28  |
| 7.  | One Night with You (Single-Version) | 4:55  |
| 8.  | A Girl Like You                     | 3:54  |
| 9.  | What About                          | 3:28  |
| 10. | I Want You Back                     | 3:40  |
| 11. | Be My Girlfriend                    | 3:23  |
| 12. | Baby You’re the One                 | 4:06  |
| 13. | Mama                                | 3:26  |
| 14. | Baby I Like                         | 4:17  |

### Deluxe-Edition
Der Longplayer erschien am selben Tag wie die Standard-Version auch als Deluxe-Edition; diese CD beinhaltet zu den 14 Titeln auch noch eine DVD, die verschiedene Tanzvideos mit der Band sowie ein Fotoshooting enthält.
| #  | Titel                    |
| -- | ------------------------ |
| 1. | Fotoshooting             |
| 2. | US5 Top-Ten-Fan-Presents |
| 3. | Dance Practice with US5  |
| 4. | In the Club              |
| 5. | In the Club              |
| 6. | In the Club              |

## In Control: Reloaded
Am 14. Dezember 2007 wurde das Album nochmals auf den Markt gebracht; diesmal unter dem Titel In Control: Reloaded. Diese dritte Version beinhaltet ebenfalls eine CD und eine DVD. Die Platte lässt 17 Lieder anhören; auf der DVD finden sich Making-Of’s, Musikvideos zu den veröffentlichten Singles und Backstage-Material von verschiedenen Auftritten und Konzerten der Band wider. Außerdem finden sich hier weitere Lieder auf der CD, wovon einige auch als Single ausgekoppelt wurden. Die neun weiteren Lieder tragen die Titel Rhythm of Life (Shake It Down), The Rain, Too Much Heaven, Why, Baby Be Mine, I’m with You, I Want You Back, Work Your Body und letztlich auch If You Leave. Dafür entfallen die Titel Let Me Know, A Girl Like You, Baby Your the One, Mama und auch Baby I Like. Die Reloaded-Version des Albums belegte Rang 36 in Polen und konnte sich hier vier Wochen halten.

### Album
| #   | Titel                                              | Dauer |
| --- | -------------------------------------------------- | ----- |
| 1.  | Rhythm of Life (Shake It Down) (Single-Version)    | 3:33  |
| 2.  | Gone                                               | 3:03  |
| 3.  | The Rain                                           | 3:36  |
| 4.  | Too Much Heaven (Single-Version, feat. Robin Gibb) | 4:23  |
| 5.  | I Don’t Think So                                   | 3:45  |
| 6.  | What About                                         | 3:28  |
| 7.  | Why                                                | 3:42  |
| 8.  | One Night with You                                 | 4:55  |
| 9.  | In the Club                                        | 3:15  |
| 10. | Bad Girl                                           | 3:24  |
| 11. | Baby Be Mine                                       | 4:03  |
| 12. | As Good As It Gets                                 | 3:28  |
| 13. | I’m with You                                       | 4:17  |
| 14. | I Want You Back                                    | 3:40  |
| 15. | Work Your Body                                     | 3:57  |
| 16. | Be My Girlfriend                                   | 3:23  |
| 17. | If You Leave                                       | 3:39  |

### DVD
| #   | Titel                                 | Dauer |
| --- | ------------------------------------- | ----- |
| 1.  | US5 in Asia Part 2                    | 7:18  |
| 2.  | US5 Hunted / The Escape Video         | 2:14  |
| 3.  | If You Leave (Video)                  | 3:39  |
| 4.  | Backstage In-Control-Tour-2007 Part 1 | 3:04  |
| 5.  | Photo Gallery Part 2                  | 3:24  |
| 6.  | Backstage In-Control-Tour-2007 Part 2 | 4:03  |
| 7.  | Making-of: I’m with You               | 4:20  |
| 8.  | Making-of: Too Much Heaven            | 4:33  |
| 9.  | US5 in Asia Part 1                    | 4:21  |
| 10. | US5 Meets Nici                        | 4:21  |
| 11. | I’m with You (Video)                  | 4:20  |
| 12. | Too Much Heaven (Video)               | 4:25  |

## Singleauskopplungen
Zwischen dem 20. Oktober 2006 und dem 30. November 2007 veröffentlichten US5 insgesamt vier Singles aus dem Album, die sich alle in den Charts platzieren konnten. Die erfolgreichste Singleauskopplung ist In the Club, das sich 13 Wochen in den deutschen Charts hielt. Das Lied Too Much Heaven konnte sich nur in zwei Ländern platzieren; in der Schweiz schaffte es das Stück nicht in die offizielle Hitparade.

### In the Club
Als erste und auch einzige Single von In Control erschien am 20. Oktober 2006 der Titel In the Club. Das Lied erreichte Platz zwei in Deutschland und in Österreich; in der Schweiz Rang 15. In Deutschland war das Stück 13 Wochen in der Chartwertung vertreten; in Österreich elf Wochen. In der Schweizer Hitparade blieb der Song neun Wochen. Das Musikvideo zum Song wurde im Oktober 2006 in Los Angeles gedreht. Die Regie führte Michael Khan.

### One Night with You
One Night with You ist die erste von drei Singleauskopplungen aus der Reloaded-Version des Albums und wurde am 12. Januar 2007 in Deutschland, Österreich und in der Schweiz veröffentlicht. One Night with You erreichte Platz zwei in Deutschland und war hier neun Wochen verblieben. In Österreich platzierte sich die Single auf Rang acht und hielt sich dort sechs Wochen. In der Schweiz kam das Lied auf Platz 38. Nach vier Wochen stieg es aus der Chartwertung heraus. Nach nur einem Monat drehten US5 in Berlin ihr nächstes Video. Regisseur war Jörg Heitmann.

### Rhythm of Life (Shake It Down)
Der Nachfolger von One Night with You war Rhythm of Life (Shake It Down), das am 15. Juni 2007 auf den Markt kam. Es platzierte sich auf Rang vier der deutschen Singlecharts, wo es sich zehn Wochen hielt. In Österreich belegte sie Platz sechs für dreizehn Wochen. Auf Position 25 schaffte es das Stück in der Schweiz. Dort konnte es sich vier Wochen in den Charts behaupten. Im Mai 2007 wurde der Clip zu Rhythm of Life (Shake It Down) ebenfalls in Berlin gedreht. Oliver Sommer führte die Regie.

### Too Much Heaven
Die dritte Single von In Control: Reloaded und die insgesamt vierte Single des Albums war Too Much Heaven. Der Song ist ein Duett mit Robin Gibb und wurde am 30. November 2007 herausgebracht. Die einzige Duettsingle konnte sich in der Schweiz nicht platzieren. In Deutschland stieg das Lied auf Platz sieben ein, wo es sich neun Wochen hielt. In Österreich stieg die Single auf Rang 26 ein und verblieb dort fünf Wochen. Auch das Video zu Too Much Heaven wurde in Berlin gedreht. Drehtag war der 15. Oktober 2007. Der Clip entstand im Theater des Westens. Regisseur war auch hier Oliver Sommer.

## Kommerzieller Erfolg

### Chartplatzierungen
| ChartsChartplatzierungen | Höchstplatzierung | Wochen |
| ------------------------ | ----------------- | ------ |
| Deutschland (GfK)        | 6 (10 Wo.)        | 10     |
| Österreich (Ö3)          | 7 (5 Wo.)         | 5      |
| Schweiz (IFPI)           | 44 (4 Wo.)        | 4      |

### Auszeichnungen für Musikverkäufe
| Land/Region  | Auszeichnungen für Musikverkäufe (Land/Region, Auszeichnung, Verkäufe) | Verkäufe |
| ------------ | ---------------------------------------------------------------------- | -------- |
| Polen (ZPAV) | Gold                                                                   | 10.000   |
| Insgesamt    | 1× Gold ·                                                              | 10.000   |